# Magnapinna talismani
Magnapinna talismani è una specie di Calamaro Magnapinna conosciuto solo grazie a un singolo esemplare danneggiato.
La sua caratteristica distintiva è la presenza di piccoli noduli bianchi presenti sulla superficie ventrale delle sue pinne.

## Scoperta
L'olotipo di M. Talismani è un esemplare il cui mantello misura 61 mm, ritrovato nell'Oceano Atlantico settentrionale, al largo delle coste meridionali delle Azzorre. L'esemplare è stato ritrovato in una rete a strascico a una profondità di 3 175 metri. Il luogo di cattura di questo esemplare è situato vicino al luogo di cattura di un esemplare dell'ancora non descritto Magnapinna sp. B.
L'esemplare di M. talismani era inizialmente stato classificato nel genere Chiroteuthopsis, poi classificato come Magnapinna dai biologi Michael Vecchione e Richard Young nel 2006.

## Galleria d'immagini

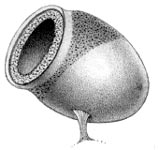
Ventosa del braccio
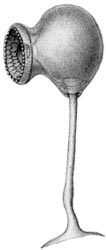
Ventosa del tentacolo
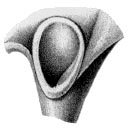
Parte frontale dell'apparato di bloccaggio